# Гаски, Харальд
Харальд Гаски (норв. Harald Gaski; род. 1955, Тана, Финнмарк или Финляндия) — норвежский саамский писатель и литературовед, профессор, награждённый престижной премией Северных стран «Gollegiella» (2006) за вклад в сохранение саамских языков.
Детство прошло в коммуне Тана в фюльке Финнмарк на севере Норвегии. В настоящее время является профессором университета Тромсё.
В 2015 году награждён научной премией Vaartoe/Cesams.